# Contea di Shen
La contea di Shen (莘县S, Shēn XiànP) è una contea della Cina, situata nella provincia dello Shandong e amministrata dalla prefettura di Liaocheng.